# Prithvi Narayan de Nepal

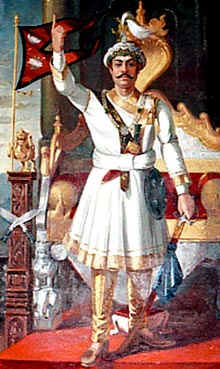
Retrato completo de rey Prithvi Narayan Shah de Nepal.

Prithvi Narayan Shah (en nepalí: पृथ्वी नारायण शाह; Distrito de Gorkha, 25 de diciembre de 1722 - Devghat, Nuwakot, 11 de enero de 1775) fue el primer rey de Nepal y es considerado como el fundador histórico del moderno Nepal.

## Primeros años
Prithvi Narayan Shah nació en Gorkha en 1722, hijo del Rey Nara Bhupal Shah y Kaushalyawati Shah. Pertenecía a la dinastía Shah la cual aseguraba tener orígenes divinos siendo la reencarnación parcial del dios Vishnu, lo que le ayudaría a Prithvi Narayan a ser aceptado como gobernador en las nuevas tierras conquistadas.
Desde muy temprana edad mostró interés por los asuntos del Estado y pronto empezó a adquirir responsabilidades. Después de la muerte de su padre en 1743 ascendió al trono de Gorkha con 20 años de edad.
Gorkha no era más que un pequeño estado independiente de las montañas como tantos otros en aquella época. No tenía industria ni se encontraba en ruta de comercio por lo que subsistían de la agricultura y el ejército. Sin embargo, Prithvi Narayan tenía la ambición de extender su territorio teniendo como meta la conquista de los 3 reinos que conformaban el valle de Katmandú y que hasta entonces habían sido gobernados por 3 linajes de reyes Malla.

## La unificación de Nepal
Tan pronto como fue proclamado rey de Gorkha, intentó conquistar Nuwakot por ser un lugar estratégico para el comercio y para hacer avanzar las tropas hacia el valle de Katmandú. No tuvo éxito debido a que no disponía de un ejército bien preparado. Nuevamente volvió atacar a Nuwakot, saliendo esta vez victorioso. Después de conseguir este lugar, tomó posesión de más lugares estratégicos en las colinas que rodean el valle de Katmandú. De esta forma aisló el valle tomando el control de los alrededores y debilitando su poder al no poder obtener nada del exterior. El rey de Katmandú, Jaya Prakash Malla, pidió ayuda a las fuerzas británicas que acudieron en su auxilio. Las tropas de Prithvi Narayan lucharon contra los británicos matando a muchos de ellos y arrebatándoles el armamento. Esto dio gran seguridad y confianza a las tropas que se sentían preparadas para conquistar el valle.
Durante la celebración del festival «Indra Jatra» el 25 de septiembre de 1768 atacaron la ciudad consiguiendo la victoria fácilmente.
Once días después conquistó Patan (Lalitpur) y siete meses después se hizo con el control de Bhaktapur. De esta manera el valle quedó unificado bajo el control de Prithvi Narayan Shah.

## Vida privada
Su primer matrimonio fue con la princesa de Makwanpur, Indra Kumari en 1737. Makwanpur era un reino poderoso con el que le interesaba tener aliados para conseguir beneficios políticos.
Su segundo matrimonio fue con Narendra Rajya Lakshmi Devi, hija de Abhiman Singh de Varanasi. Con su segunda esposa tuvo 3 hijos: Pratap Singh Shah, Vedum Shah y Bahadur Shah, siendo el primero de ellos el sucesor al trono.

## Muerte y legado
Considerado como la figura creadora del moderno Nepal, en el reino es considerado como el padre de la patria. Aparte de ser un rey guerrero, tuvo el tino de establecer alianzas con el fin de establecer y consolidar su dominio al interior del reino. Sin embargo, su política con el vecino Tíbet fue más dura, y a mediados del siglo XVIII se habían interrumpido las relaciones comerciales. Con respecto a los británicos, siguió la política de encerrarse en su reino a puerta cerrada, prohibiendo el ingreso de extranjeros a su territorio.
Cuando supo que su muerte se acercaba reunió a su familia y explícitamente les prohibió dividir las tierras que tanto le había costado unificar. Ordenó que el reino de Nepal en su totalidad fuese para el hijo mayor y que siempre el principio de primogenitura se tuviese en cuenta. Murió en 1775 a los 52 años y su primogénito Pratap Singh fue proclamado rey de Nepal en 1775.

### Divya Upadesh
En el invierno del 1774 mientras residía en Nuwakot cayó enfermo. Su estado de salud fue empeorando desde entonces y siguiendo su deseo fue trasladado a Devighat para morir allí. Tardó nueve días en fallecer. Durante esos nueve días habló de sus ideas sobre cómo gobernar, nacionalismo y política exterior. Cuatro de las personas que le acompañaron durante esos días recogieron por escrito estas reflexiones dando forma al "Divya Upadesh". Algunas de estas reflexiones son:
- Nepal es un jardín de cuatro castas (Brahman, Kshatriya, Vaishya y Shudra) y treinta y seis subcastas.
- El rey debe procurar por la justicia de su reino y evitar que se cometan injusticias.
- Dondequiera que haya recursos naturales deben ser aprovechados moviendo las casas a otro lugar si fuera necesario.
- Quien comete soborno es un enemigo de la nación.